# Flugunfall bei Barra do Bugres
Der Flugunfall bei Barra do Bugres ereignete sich am 12. August 1965. An diesem Tag verunfallte eine Curtiss C-46A-50-CU der Paraense Transportes Aéreos, die sich auf einem Frachtflug von Cuiabá nach Porto Velho befand, nachdem es im Flug zu einem Triebwerksbrand gekommen war. Die Maschine stürzte unkontrolliert zu Boden, wobei sie völlig zerstört wurde und alle 13 Insassen starben.

## Maschine
Das Flugzeug war eine Curtiss C-46A-50-CU, die im Jahr 1944 im Werk von Curtiss-Wright in Buffalo, New York endmontiert worden war. Sie war während des Zweiten Weltkriegs am 19. September 1944 mit der Werknummer 30571, der Modellseriennummer CU1107 und dem militärischen Luftfahrzeugkennzeichen 42-101116 an die United States Army Air Forces (USAAF) ausgeliefert worden. Nach dem Zweiten Weltkrieg wurde sie als Überbestand der USAAF kategorisiert und ausgeflottet. Anschließend wurde die Maschine ausgesondert und am 15. November 1945 durch die Reconstruction Finance Corporation übernommen. Im Jahr 1949 wurde sie mit dem Kennzeichen N51598 auf Sun Chemical zugelassen. In demselben Jahr wurde das Flugzeug am 30. Dezember 1949 mit dem Luftfahrzeugkennzeichen PP-XCT auf die Lóide Aéreo Nacional zugelassen. Ab dem 26. September 1950 war die Maschine mit ihrem neuen Kennzeichen PP-LEO registriert. Im Januar 1958 wurde sie auf die Western Hemisphere Export zugelassen, im Februar 1958 wurde sie an die Lóide Aéreo Nacional zurückgegeben. Ab 12. Dezember 1958 wurde das Flugzeug an die Paraense Transportes Aéreos verkauft und zu PP-BTH umregistriert. Das zweimotorige Mittelstreckenflugzeug war mit zwei 18-Zylinder-Doppelsternmotoren des Typs Pratt & Whitney R-2800-75 Double Wasp ausgestattet.

## Passagiere und Besatzung
Der Inlandsflug von Cuiabá nach Porto Velho hatten neun Passagiere angetreten, es befand sich eine vierköpfige Besatzung an Bord.

## Unfallhergang
Die Maschine startete um 06:21 Uhr vom Flughafen Cuiabá-Marechal Rondon zu einem Flug zum Flughafen Porto Velho. Es wurde ein Flugplan eingereicht, der einen Flug nach Instrumentenflugregeln vorsah. Als sich die Maschine etwa 30 Minuten nach dem Start bei Barra do Bugres befand, bemerkten die Piloten einen Brand am linken Triebwerk und kehrten mit der Maschine um. Während das linke Triebwerk brannte, bemühten sich die Piloten, zum Flughafen Cuiabá zurückzufliegen. Bei Buraçao war die Flugzeugstruktur dermaßen geschwächt, dass die linke Tragfläche und das Triebwerk abbrachen. Die Maschine stürzte gegen 11 Uhr Ortszeit unkontrolliert zu Boden, alle 13 Insassen wurden bei dem Aufprall getötet.

## Ursache
Die Unfalluntersuchung ergab, dass der Unfall durch gebrochene Bolzen im Zylinder Nr. 8 des Triebwerks verursacht wurde. Des Weiteren unfallursächlich sei eine defekte Branderkennungs- und -löschanlage gewesen.